# 岡山県道330号目木大庭線
岡山県道330号目木大庭線（おかやまけんどう330ごう めきおおばせん）は、岡山県真庭市を通る一般県道である。

## 概要
真庭市目木と真庭市大庭を結ぶ。

### 路線データ
- 起点：真庭市目木（国道181号交点）
- 終点：真庭市大庭（岡山県道329号西原久世線交点）
- 総延長：2.8 km

## 歴史
- 1960年（昭和35年）3月18日 - 岡山県告示第335号により認定される。
- 1972年（昭和47年）秋頃 - 現行の県道番号に変更される。
- 2005年（平成17年）3月31日 - 新庄村を除く真庭郡の全町村と上房郡北房町が対等合併して真庭市が成立したことに伴い、全区間が真庭市域を通る路線になる。

## 地理

### 通過する自治体
- 真庭市

### 交差する道路
| 交差する道路            | 交差する場所 | 交差する場所 |
| ----------------------- | ------------ | ------------ |
| 国道181号               | 目木         | 起点         |
| 岡山県道329号西原久世線 | 大庭         | 終点         |

### 交差する鉄道
- 姫新線

### 沿線
- E73 米子自動車道 1 久世IC（起点付近）